# Lost Girls
Lost Girls es una novela gráfica de corte erótico escrita por Alan Moore y dibujada por Melinda Gebbie. Narra una nueva historia de Alicia, personaje de Las aventuras de Alicia en el país de las maravillas, Dorothy Gale, personaje de El maravilloso mago de Oz y Wendy Darling, personaje de Peter Pan y Wendy. Los tres personajes se conocen ya adultos y se involucran mutuamente en una serie de aventuras sexuales en el marco de una sociedad decimonónica muy reprimida y conservadora. 
El trabajo comenzó en 1991, publicándose los primeros seis capítulos en una antología de la revista Taboo, pero no se concluyó hasta mediados de 2006, en donde fue lanzada como novela gráfica. 
Es el fruto de los casi dieciséis años de trabajo conjunto de Moore y Gebbie, quienes además han sostenido una relación sentimental que confluyó en el anuncio de su matrimonio en 2005.
Por su temática, la publicación del libro fue polémica y no ha estado exenta de dificultades.

### En inglés
- Neil Gaiman.
- Aintitcool.com.
- Broken Frontier.
- Alan Moore's Girls Gone Wilde.

- Datos: Q2553829